# Unmei no Shizuku ~Destiny's star~ / Hoshizora Keikaku
Singles de Girl Next Door
Ready to be a lady
(2010) Silent Scream
(2011)
Unmei no Shizuku ~Destiny's star~ / Hoshizora Keikaku est le 10esingle du groupe Girl Next Door sorti sous le label Avex Trax le 22 décembre 2010 au Japon. Il atteint la 7e place du classement de l'Oricon. Il se vend à 9 386 exemplaires la première semaine et il reste 5 semaines dans le classement pour un total de 13 487 exemplaires vendus. Il sort en format CD, CD+DVD Type A, CD+DVD Type B, et CD+GOODs.
Unmei no Shizuku ~Destiny's star~ a été utilisé comme thème musical pour le film Ultraman Zero The Movie: Super Deciding Fight! The Belial Galactic Empire. Unmei no Shizuku ~Destiny's star~ est présente sur l'album Destination.

## Liste des titres
Toutes les paroles sont écrites par Chisa & Kato Kenn.
| 1. | Unmei no Shizuku ~Destiny's star~ (運命のしずく ~Destiny's star~) | Suzuki Daisuke | 5:01 |
| 2. | Hoshizora Keikaku (星空計画)                                      | Suzuki Daisuke | 3:58 |
| 3. | Hoshizora Keikaku ~Merry X’mas thanks daddy ver.~ (星空計画)      | Suzuki Daisuke | 3:52 |
| 4. | Be your wings (Hi-NGR Attack Remix)                               | Suzuki Daisuke | 6:00 |
| 5. | FRIENDSHIP (BE MY FRIENDS Remix)                                  | Suzuki Daisuke | 5:26 |

| 1. | Unmei no Shizuku ~Destiny's star~ (Music Video) (運命のしずく ~Destiny's star~) |  |
| 2. | Hoshizora Keikaku (Music Video) (星空計画)                                      |  |
| 3. | Offshot Video                                                                   |  |

| 1. | Drive away     |  |
| 2. | Seeds of Dream |  |
| 3. | ESCAPE         |  |
| 4. | Offshot Video  |  |